# Гельмут Куррер
Гельмут Куррер (нім. Hellmut Kurrer; 16 лютого 1916, Айслебен — 23 квітня 1943, мис Фарвель) — німецький офіцер-підводник, корветтен-капітан крігсмаріне.

## Біографія
5 квітня 1935 року вступив на флот. З 15 серпня 1942 року — командир підводного човна U-189. 3 квітня 1943 року вийшов у свій перший і останній похід. 23 квітня був потоплений в Північній Атлантиці східніше мису Фарвель (59°50′ пн. ш. 34°43′ зх. д.) глибинними бомбами британського бомбардувальника «Ліберейтор». Всі 54 члени екіпажу загинули.

## Звання
- Кандидат в офіцери (5 квітня 1935)
- Морський кадет (25 вересня 1935)
- Фенріх-цур-зее (1 липня 1936)
- Оберфенріх-цур-зее (1 січня 1938)
- Лейтенант-цур-зее (1 квітня 1938)
- Оберлейтенант-цур-зее (1 жовтня 1939)
- Капітан-лейтенант (1 вересня 1942)
- Корветтен-капітан (1 листопада 1943)

## Нагороди
- Медаль «За вислугу років у Вермахті» 4-го класу (4 роки)